# Domenico Penzo
Domenico Penzo (né le 17 octobre 1953 à Chioggia dans la province de Venise en Italie) est un joueur de football italien, qui jouait en tant qu'attaquant.

## Biographie
Domenico Penzo a joué un total de six saisons au plus haut niveau (122 matchs et 27 buts inscrits) en Serie A pour les clubs de l'AS Roma, du Brescia Calcio, de l'Hellas Vérone, de la Juventus FC et du SSC Napoli.
Sa meilleure saison reste sans conteste celle de 1982/83, lorsqu'il inscrit 15 buts et devient le second meilleur buteur du championnat en Serie A, juste derrière Michel Platini avec ses 16 buts. Après cette saison, il est acheté par la Juventus FC, club pour qui il peine à s'imposer et à marquer des buts, bien qu'il inscrit notamment un remarquable quadruplé dans un match du premier tour de la coupe des coupes 1983-84 contre le Lechia Gdańsk.

## Palmarès
Juventus
- Championnat d'Italie : (1)

Juventus : 1983–1984
- Coupe des coupes : (1)

Juventus : 1983-1984